# 粒状性
写真における粒状性（りゅうじょうせい）とは、写真フィルム上の濃度ばらつきに起因する粒状のランダムなテクスチャをさす。粒状性が悪い（粒が荒い）ほど写真がざらついた印象となる。

## RMS粒状度
RMS粒状度（RMSりゅうじょうど）は粒状性の評価指標のひとつであり、均一露光された写真フィルムの濃度ばらつきを二乗平均平方根（RMS）として表したものである。コダックにより開発された。

### 測定法
ある露光量で均一に露光され現像されたフィルムをサンプルとし、その濃度を狭視野（48μm）の濃度計を用いて複数の点で測定する。それらのデータの、特性曲線上の値に対する濃度ばらつきをRMSとして求める。サンプルへの露光量を変えて同様の測定を繰り返すと、露光量と濃度のRMSとの関係を示すRMS曲線が得られる。
ネガフィルムの場合、RMS曲線は露光不足時の濃度で最大値をとり、粒状性が最もよいのは適正露光かやや露光過多の場合である。

### RMS Granularity RATING
RMS Granularity RATINGとRMS Granularity NUMBERとは同じではない。RMS Granularity NUMBERは単純に、あるフィルムの濃度の標準偏差を表す。
一方、RMS Granularity RATING（またはRMS Granularity SCALE）はフィルム同士の相対的な粒状性を表す。RMS Granularity RATINGが1上がる度にRMS Granularity NUMBERは倍になる。つまり例えば、RMS 5 granularity ratingのフィルムは粒子の荒さがRMS 4 ratingのフィルムの倍である。